# Мурсийский диалект
Мурсийское наречие (Murciano) — диалект, или, точнее группа родственных диалектов испанского языка, исторически употреблявшихся на территории испанской провинции Мурсия.

## Вопрос названия
В некоторых источниках мурсийское наречие в целом именуется «паночо» (Panocho), и эти два понятия отождествляются. Это не совсем правильно, поскольку «паночо» — это только один из вариантов мурсийского наречия, употреблявшийся в центральной части региона, возле одноимённого города, и потому наиболее известный. В настоящее время все мурсийские диалекты обычно определяют термином «мурсиано» (murciano), нередко включая сюда же местный вариант испанского (кастильского) языка.

## Классификация
Мурсийские диалекты относят к южной диалектной группе испанского языка, наряду с андалусийским и канарским диалектами.

## Основные черты
Классификация основных черт мурсийского наречия сильно затруднена тем, что оно во-первых к настоящему времени сильно кастельянизировано и многие его древние черты утеряны, во вторых тем, что оно распадается на ряд диалектов, заметно отличающихся друг от друга и фонетически и лексически. Тем не менее выделяют несколько характерных особенностей.

## Фонетика
- Палатализация латинского /l/ — оно произносится как /ll/ — llengua (lengua), llibre (libre) и т. д.
- «Выпадающее» интервокальное /d/ — venío (исп. venido), maere (исп. madre) и т. д.
- Потеря конечных согласных — comé (comer), caná (canal) и т. д. что роднит мурсийские говоры с андалусийскими.
- Альвеолярные /l/ и /r/ часто смешиваются в речи — farta (исп. falta), но calpintero (исп. carpintero)
- В глаголах третьего спряжения (с окончанием -ir-) часто происходит замена фонемы /e/ на /i/ — venemos (исп. venimos), saléis (исп. salís) и т. д.

## Лексика
Исторически в различных мурсийских диалектах содержался значительный словарный пласт, отличающий их от испанского литературного языка. В нём отразились разные языковые влияния на регион на протяжении всей его истории — арагонское, каталанское, валенсийское, кроме того, характерно большое количество слов арабского и/или мосарабского происхождения. К настоящему времени значительная часть самобытной мурсийской лексики утеряна, словари грешат неполнотой, кроме того, часто отражают особенности какого-то одного из диалектов региона.
.

## Распространение
К настоящему времени мурсийское наречие очень сильно потеснено стандартным испанским (кастильским), который, однако, под влиянием «мурсиано» приобрёл некоторые специфические черты в фонетике и лексике (так же как арагонский диалект впитал в себя некоторые черты вытесненного арагонского языка). Иногда этот мурсийский вариант кастильского ошибочно называют «мурсийским диалектом». Кроме того, в сёлах и небольших городках часть населения продолжает употреблять в быту в исконно-мурсийские диалекты, в большей или меньшей степени кастельянизированные.

## Попытки создать литературный язык
На различных вариантах «мурсиано» создавались и продолжают создаваться литературные произведения. Одним из самых ярких «диалектальных» авторов Мурсии был Висенте Медина. Кроме того, «мурсиано» периодически используют местные музыкальные коллективы — например Er Tobardillos. Уже после падения Франко предпринимались попытки создать единый литературный язык — в частности такую цель провозгласила организация ‘’Ajuntaera…’’. Предложенный ею вариант «мурсийского языка» был пересыпан неологизмами и архаизмами, труднопонятными для обычного мурсийца и не нашёл широкого распространения.